# Astragalus humilis
Astragalus humilis es una especie de planta del género Astragalus, de la familia de las leguminosas, orden Fabales.

## Distribución
Astragalus humilis se distribuye por Cáucaso, Georgia, Azerbaiyán y Turquía.

## Taxonomía
Fue descrita científicamente por Bieb. Fue publicada en Fl. Taur.-Caucas. 2: 203 (1808).